# Булбон
Булбон (фр. Boulbon) насеље је и општина у Француској у региону Прованса-Алпи-Азурна обала, у департману Ушће Роне која припада префектури Арл.
По подацима из 2011. године у општини је живело 1522 становника, а густина насељености је износила 78,74 становника/km². Општина се простире на површини од 19,33 km². Налази се на средњој надморској висини од 51 метар (максималној 165 m, а минималној 10 m).

## Демографија
| 1962. | 1968. | 1975. | 1982. | 1990. | 1999. | 2011. |
| ----- | ----- | ----- | ----- | ----- | ----- | ----- |
| 867   | 935   | 836   | 1.042 | 1.329 | 1.510 | 1.522 |

График промене броја становника у току последњих година